# Huánuco Pampa-Huamachuco
El tramo Huánuco Pampa-Huamachuco es parte del camino inca que se encuentra en el departamento de Huánuco, Ancash y La Libertad en Perú. Une el centro administrativo inca de Huánuco Pampa con la ciudad de Huamachuco. Abarca desde los 3300 hasta los 4500 m s. n. m. recorriendo 334,20 km. Se han registrado 104 sitios arqueológicos, de los cuales 67 son de época inca.
Atraviesa diversos relieves y paisajes como valles, quebradas, montañas y pajonales. El camino continúa siendo transitando por personas entre diversos pueblos.
En su recorrido se puede apreciar diversas construcciones que cumplieron diversas funciones como administrativas, religiosas, de producción y de almacenamiento entre ellos están los centros administrativos, tambos, chasquiwasis, apachetas, ushnus, colcas, puestos de control y sistemas de andenerías.
El tramo fue incorporado como Patrimonio Mundial como parte del Sistema Vial Andino, Qhapaq Ñan.